# Agreste Alagoano
Agreste Alagoano è una mesoregione dello Stato dell'Alagoas in Brasile.

## Microregioni
È suddivisa in tre microregioni:
- Palmeira dos Índios
- Arapiraca
- Traipu